# Leptostylus transversus
Leptostylus transversus es una especie de escarabajo longicornio del género Leptostylus, categorizada en la tribu Acanthocinini, de la subfamilia Lamiinae. Fue descrita por Gyllenhal en 1817.

## Descripción
Mide 6-14 mm de longitud.

## Distribución
Se distribuye por Canadá, Estados Unidos y México.